# Daït Aoua (commune)
 (avril 2025).
La mise en forme du texte ne suit pas les recommandations de Wikipédia : il faut le « wikifier ».
Les points d'amélioration suivants sont les cas les plus fréquents. Le détail des points à revoir est peut-être précisé sur la page de discussion.
- Les titres sont pré-formatés par le logiciel. Ils ne sont ni en capitales, ni en gras.
- Le texte ne doit pas être écrit en capitales (les noms de famille non plus), ni en gras, ni en italique, ni en « petit »…
- Le gras n'est utilisé que pour surligner le titre de l'article dans l'introduction, une seule fois.
- L'italique est rarement utilisé : mots en langue étrangère, titres d'œuvres, noms de bateaux, etc.
- Les citations ne sont pas en italique mais en corps de texte normal. Elles sont entourées par des guillemets français : « et ».
- Les listes à puces sont à éviter, des paragraphes rédigés étant largement préférés. Les tableaux sont à réserver à la présentation de données structurées (résultats, etc.).
- Les appels de note de bas de page (petits chiffres en exposant, introduits par l'outil «  Source ») sont à placer entre la fin de phrase et le point final[comme ça].
- Les liens internes (vers d'autres articles de Wikipédia) sont à choisir avec parcimonie. Créez des liens vers des articles approfondissant le sujet. Les termes génériques sans rapport avec le sujet sont à éviter, ainsi que les répétitions de liens vers un même terme.
- Les liens externes sont à placer uniquement dans une section « Liens externes », à la fin de l'article. Ces liens sont à choisir avec parcimonie suivant les règles définies. Si un lien sert de source à l'article, son insertion dans le texte est à faire par les notes de bas de page.
- La présentation des références doit suivre les conventions bibliographiques. Il est recommandé d'utiliser les modèles {{Ouvrage}}, {{Chapitre}}, {{Article}}, {{Lien web}} et/ou {{Bibliographie}}. Le mode d'édition visuel peut mettre en forme automatiquement les références.
- Insérer une infobox (cadre d'informations à droite) n'est pas obligatoire pour parachever la mise en page.

Pour une aide détaillée, merci de consulter Aide:Wikification.
Si vous pensez que ces points ont été résolus, vous pouvez retirer ce bandeau et améliorer la mise en forme d'un autre article.
Daït Aoua (en tifinagh : ⴹⴰⵢⵜ ⵄⵡⴰ) est une commune montagneuse marocaine rurale, appartenant à la province d'Ifrane au sein de la région Fès-Meknès. La commune doit son nom au lac Dayet Aoua, situé sur le territoire de la commune. La population totale de Daït Aoua selon le recensement général de 2014, était 9854 personnes.

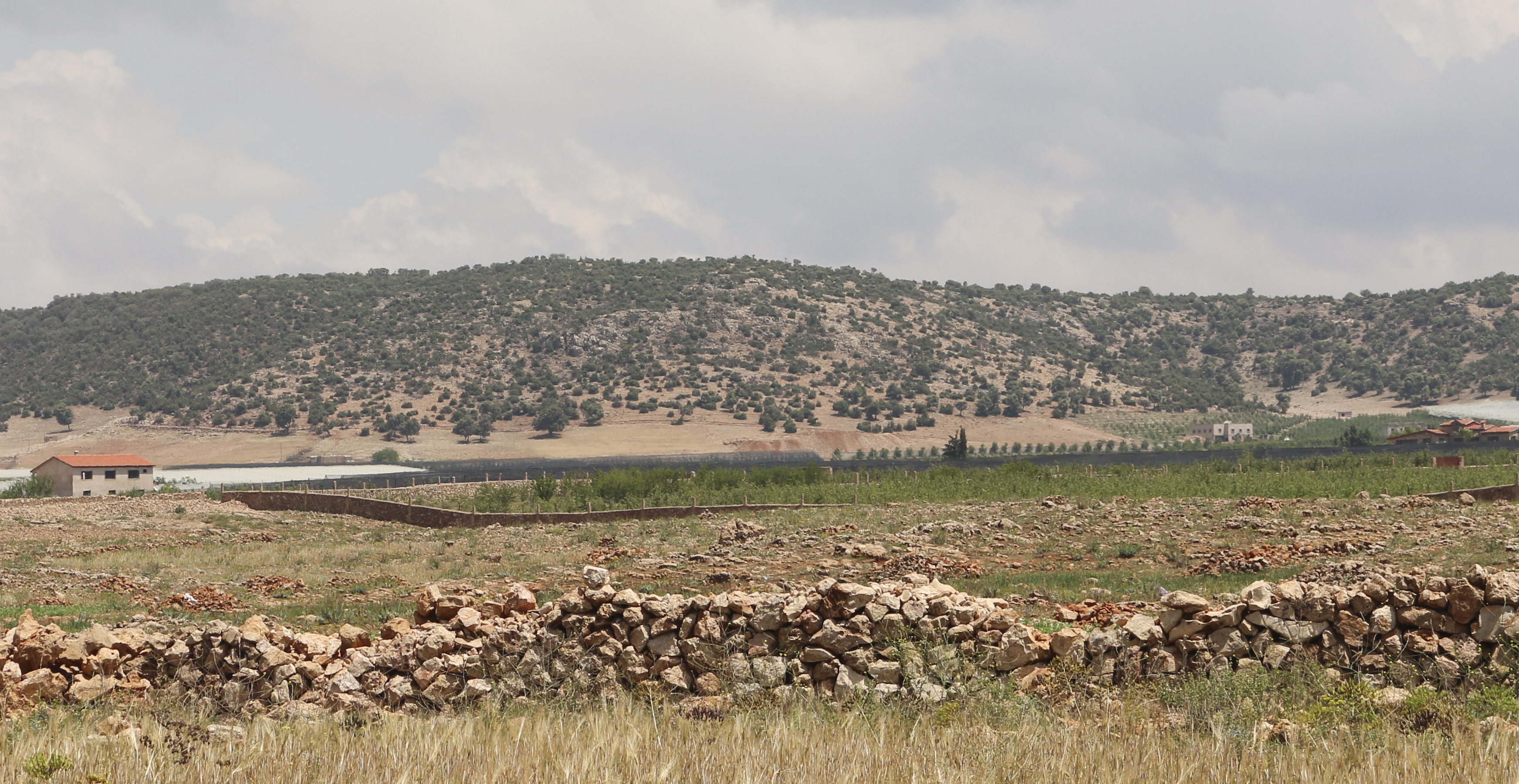
Village Ait Sidi Mimoun à Dait Aoua

## Géographie
La commune de Dayet Aoua est située dans le Moyen Atlas au sein de la province d'Ifrane. Elle est bordée à l'ouest par la commune de Tizguit et Ifrane dans la province d'Ifrane, au sud par la commune de Guigou dans la province de Boulemane, au nord par la commune d'Ait Sebaa Lajrouf, et à l'est par la commune de Laanousser dans la province de Sefrou.
La population totale de Daït Aoua, selon le recensement général de la population et de l'habitat de 2014, était de 9 854 personnes vivant dans 2 048 familles. La population de la communauté est répartie sur 16 villages, divisés en trois cheikhdoms.

## Tourisme
Dayet Aoua est célèbre pour ses forêts de cèdres et son parcours des lacs. Elle est la commune qui possédant le plus grand nombre de lacs naturels au Maroc. les lacs les plus importants sont :
- Lac Daya Awa
- Lac de la Princesse (Sidi Mimoun)
- Lac Afourgah
- Lac Iffer
- Lac Ifrah
- Lac Hachlaf[réf. nécessaire]

## Le lac
Le lac Dayet Aoua (qui signifie  lac des mouettes en langage familier marocain ) est l'un des lacs célèbres du Maroc, un site national d'importance biologique et écologique, et une zone d'importance internationale pour les oiseaux migrateurs, classé sur la liste Ramsar des zones humides. En 2018, le lac s’est asséché  En 2023, la convention-cadre de partenariat 2023-2024 pour la réhabilitation écologique du lac daït Aoua a été signée.

## Sources
1. ↑  (ar) « “ضايـة عـوا” … لا أثـر للحيـاة » [archive du 8 أبريل 2018], جريدة الصباح (consulté le 4 septembre 2019)
2. ↑  (ar) « تأهيل وترميم بحيرة ضاية عوا بإفران » [archive du 22 mars 2025], هوية بريس,‎ 10 janvier 2023 (consulté le 5 mai 2024)